# Die Madonna des heiligen Sebastian (Correggio)
Das Gemälde Die Madonna des heiligen Sebastian  von Correggio ist im Besitz der Gemäldegalerie Alte Meister in Dresden.

## Bildbeschreibung
„Die Madonna des heil. Sebastian. Maria mit dem Kinde erscheint in Wolken den drei Heiligen, welche unten auf der Erde gruppirt sind, und blickt freundlich herab. Links schaut der heil. Sebastian, nackt bis auf’s Lendentuch, mit beiden Händen an einen Baum gebunden, in lebhafter Wendung verklärt gen Himmel. In der Mitte kniet der heil. Bischof Geminianus, blickt den Beschauer an und deutet mit der Rechten zu der Erscheinung empor. Zu seinen Füssen hält ein Engel sein Wahrzeichen, das Kirchenmodell. Rechts schläft der nacktbeinige heil. Rochus. Grössere und kleinere Engel, von denen ein grösserer den heil. Sebastian auf Maria hinweist, ein kleinerer keck auf einer Wolke reitet, haben sich mit herabgelassen. Ganz oben strahlt die Engelkopf-Glorie in goldgelbem Lichte.“

Dargestellt ist, wie in Correggios Bild Madonna des heiligen Franziskus, eine Sacra Conversazione, jedoch sind im Aufbau der Komposition bedeutende Unterschiede festzustellen: Das dargestellte Geschehen ist komplexer, die Gestalten sind bewegter und der Betrachter wird durch die Figur des heiligen Geminian in der Bildmitte fast zwingend aufgefordert, sich dem Dargestellten zuzuwenden. Dies entspricht den theoretischen Grundlagen, auf deren Basis dieses Werk entstanden sein mag; so wird z. B. im Traktat Über Malerei von Leon Battista Alberti (1436) ausgeführt:

„. . . Es gefiele mir dann, dass Jemand auf dem Bilde uns zur Antheilnahme an dem weckt, was man dort thut, sei es, dass er mit der Hand uns zum Sehen einlade, oder mit zornigem Gesichte und rollenden Augen uns abwehre heranzutreten, oder dass er auf eine Gefahr, oder eine wunderbare Begebenheit hinweise, oder dass er dich einlade, mit ihm zugleich zu weinen oder zu lachen: so sei Alles, was immer die Figuren des Bildes unter sich oder in Bezug auf dich (den Beschauer) thun, darnach angethan, die dargestellte Begebenheit hervorzuheben oder dich über den Inhalt derselben zu belehren. (S. 122)“

Posse vermutet, dass diese Bildschöpfung von Michelangelo beeinflusst wurde, dessen Deckenmalereien in der Sixtinischen Kapelle Correggio auf einer Fahrt nach Rom 1518 gesehen haben könnte.
Dargestellt ist hier die Madonna als Lichtgestalt, als  Trägerin des Lichtes, ein Motiv, das in der christlichen Ikonografie vielfach, auch symbolisch, zur Verherrlichung der Mutter Gottes verwendet wird. Diese  Freskos aus einer süddeutschen Kirche mögen dafür beispielhaft angeführt werden:

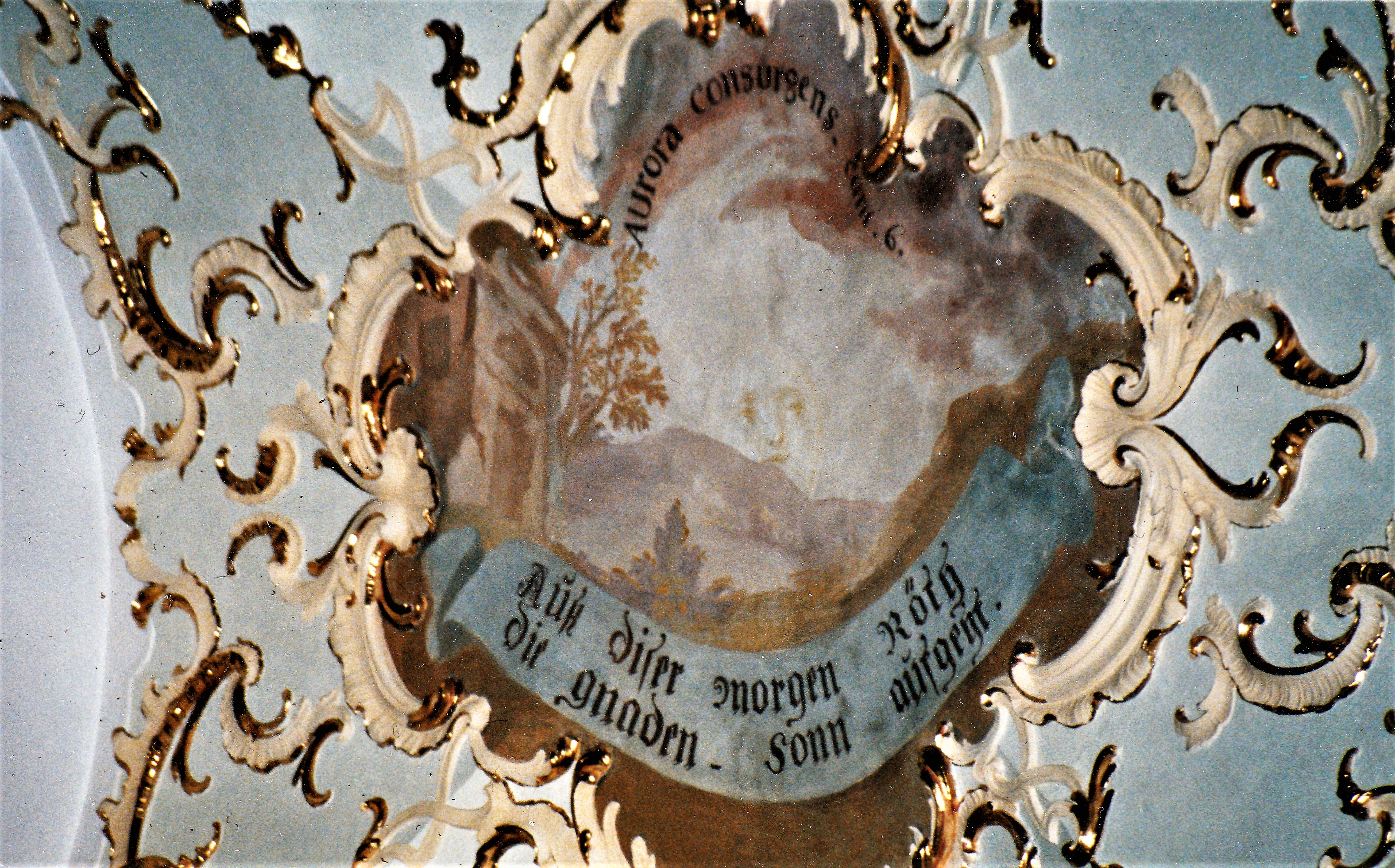
Aurora consurgens (Aufleuchtende Morgenröte)
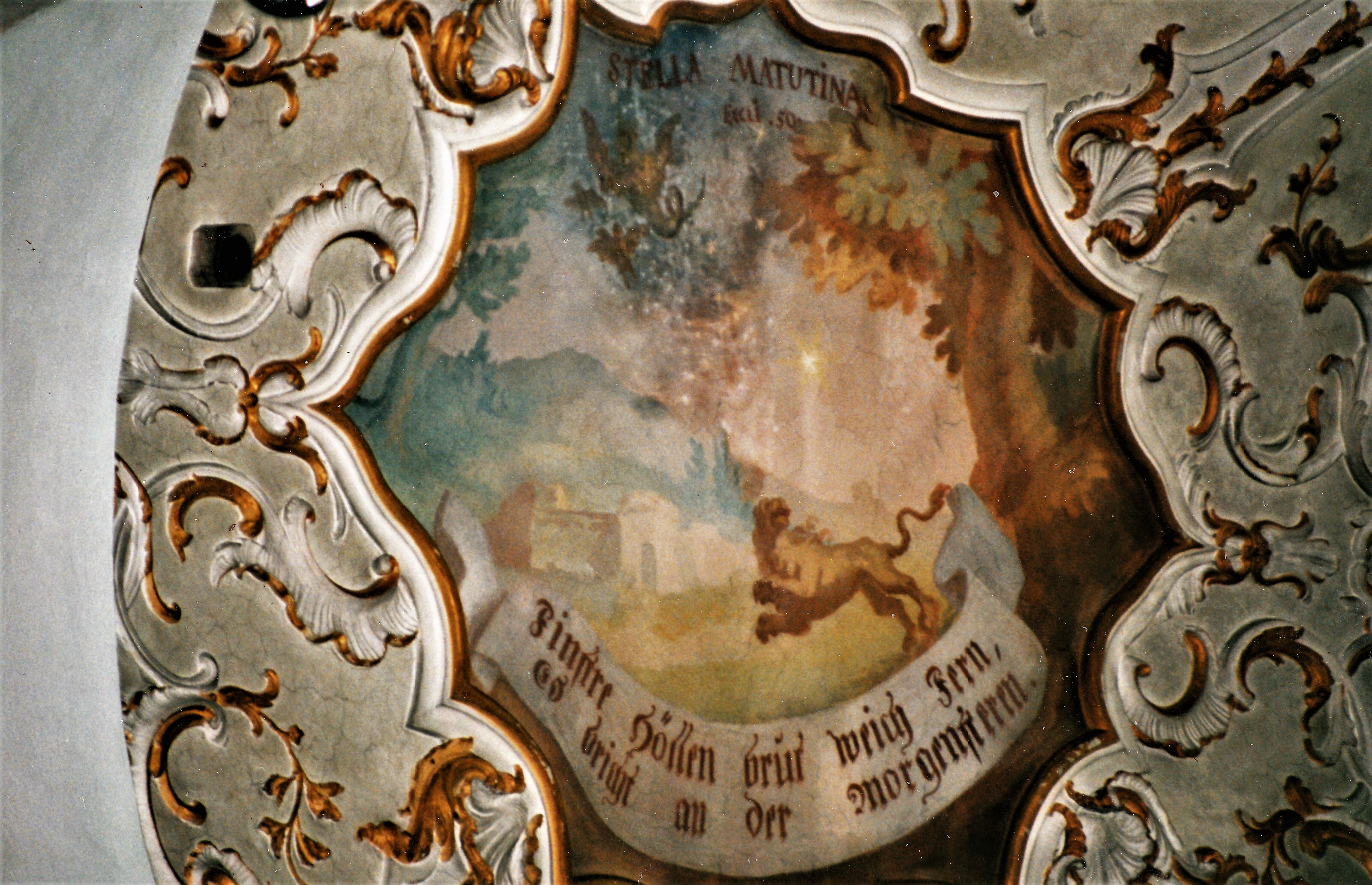
Stella matutina (Morgenstern)
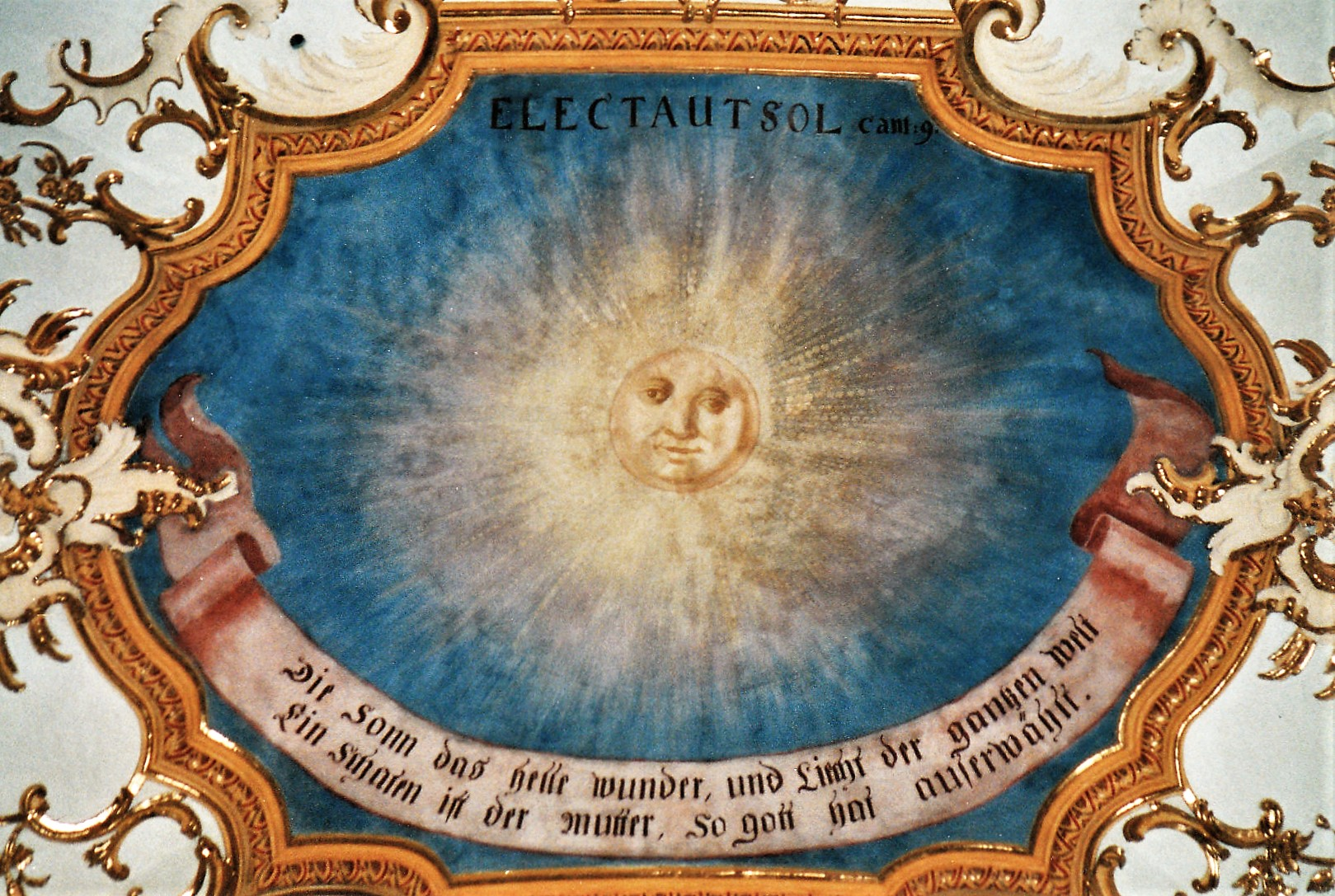
Electa ut sol (Auserlesen wie die Sonne)
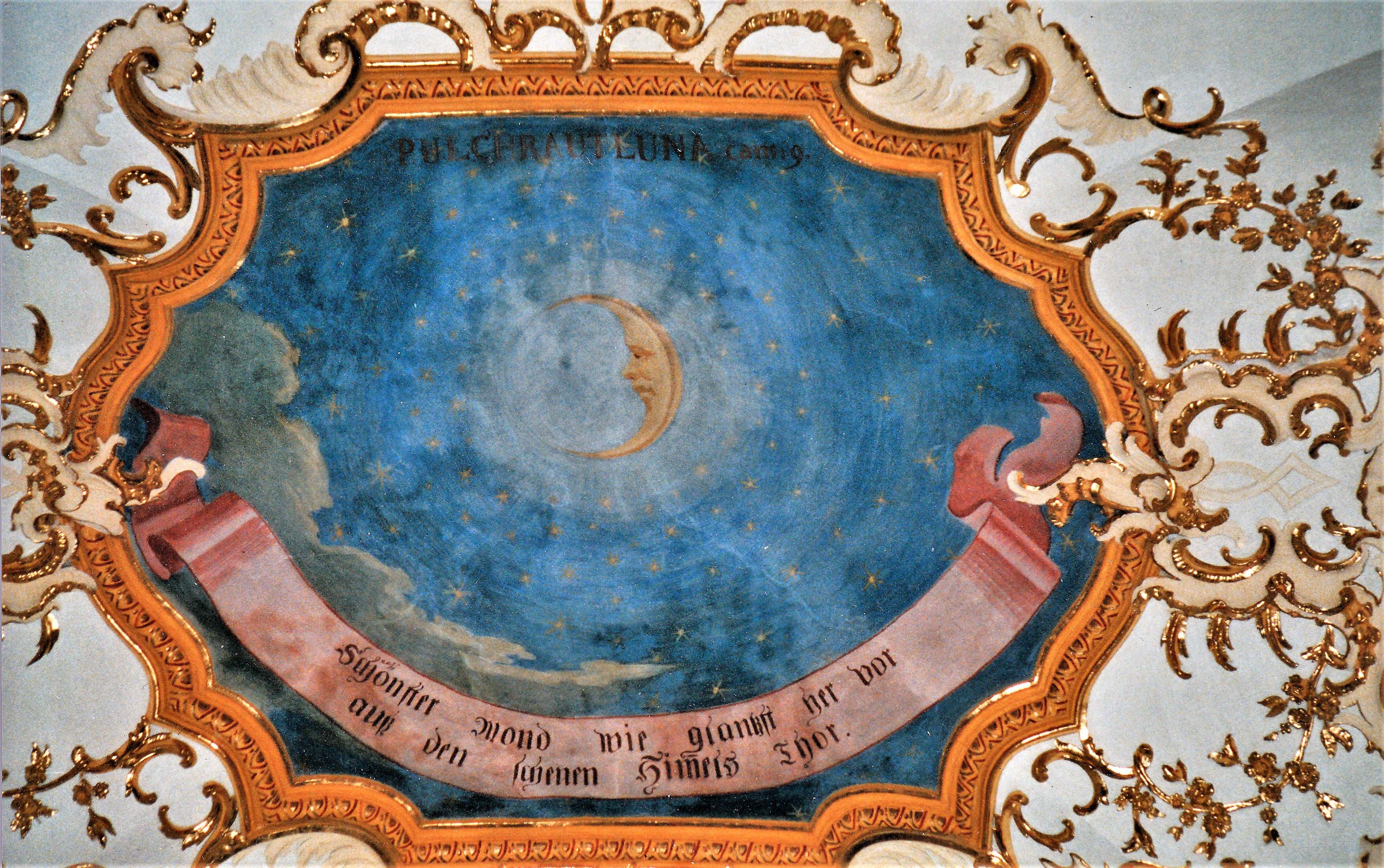
Pulchra ut luna (Schön wie der Mond)
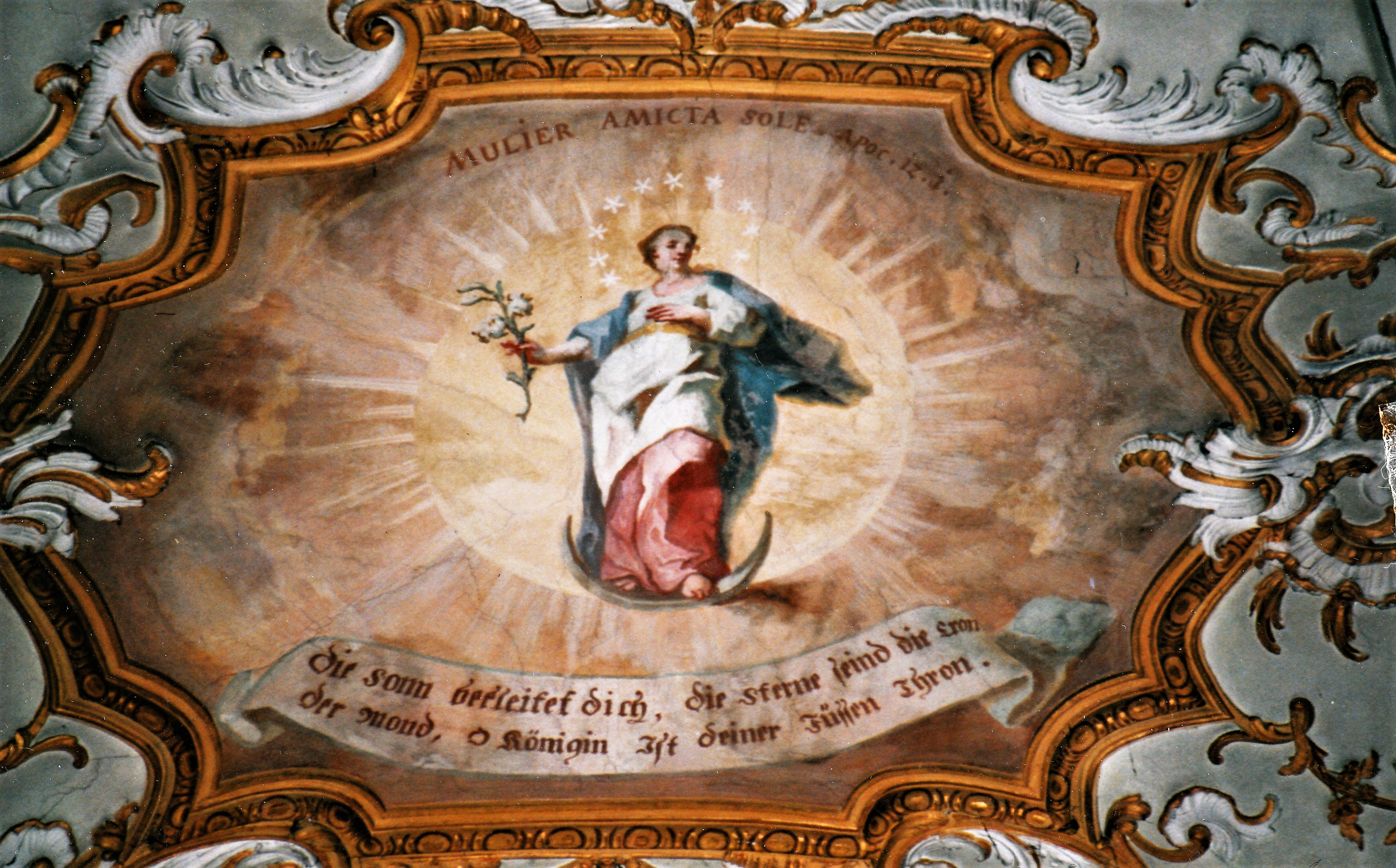
Mulier amicta sole (Frau mit der Sonne umkleidet)

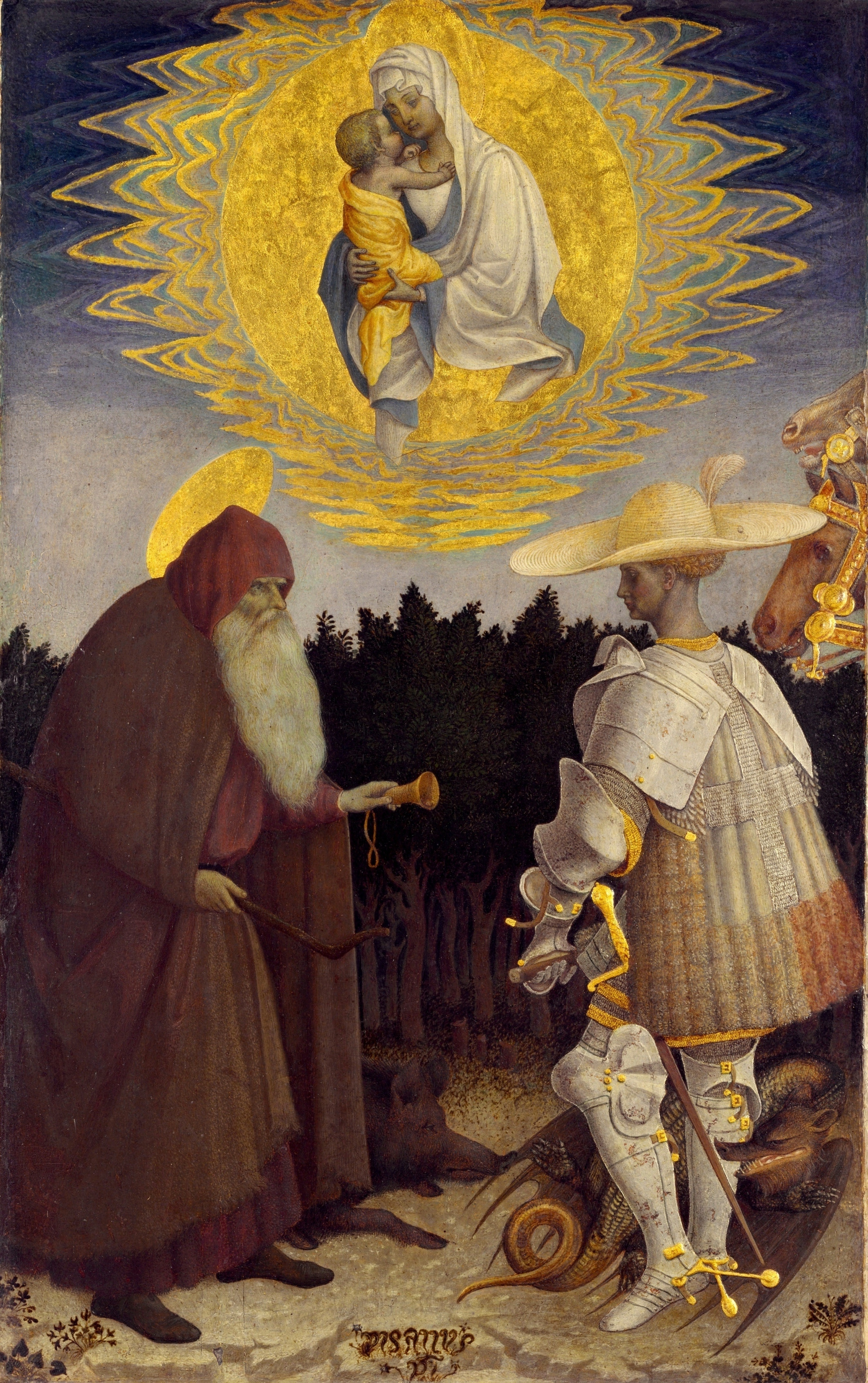
Pisanello: Madonnenvision des Hl. Antonius und des Hl. Georgs

Auch in der italienischen Hochrenaissance war die Madonna mit dem Kind als Himmelserscheinung ein beliebtes und neuartiges Motiv.  Als Beispiel  hierzu mögen die Sixtinische Madonna, die Madonna di Foligno oder ein Werk von Antonio Pisanello gelten.
Dem  von der Madonna und dem Kind ausgehenden Licht als Erscheinungsform des Göttlichen kann hier eine segensreiche Wirkung zugesprochen werden:
- Der heilige Sebastian, auf der linken Bildseite, trägt keinen der sonst üblichen Pfeile in seinem makellosen, vom Licht berührten Körper. Lediglich im Schatten, nahe dem Baum, an den er gefesselt ist, könnte ein Pfeil in seinem Körper stecken, dies könnte aber auch ein Baumast sein.
- Der Baum, an den Sebastian gefesselt ist, trägt grüne Blätter.
- Der ihm gegenüber sitzende heilige Rochus schläft im Schatten, lediglich seine Beine sind demonstrativ im Licht entblöst und zeigen keine Wunde, so dass man von einer Heilung des Pestkranken ausgehen kann.

## Provenienz

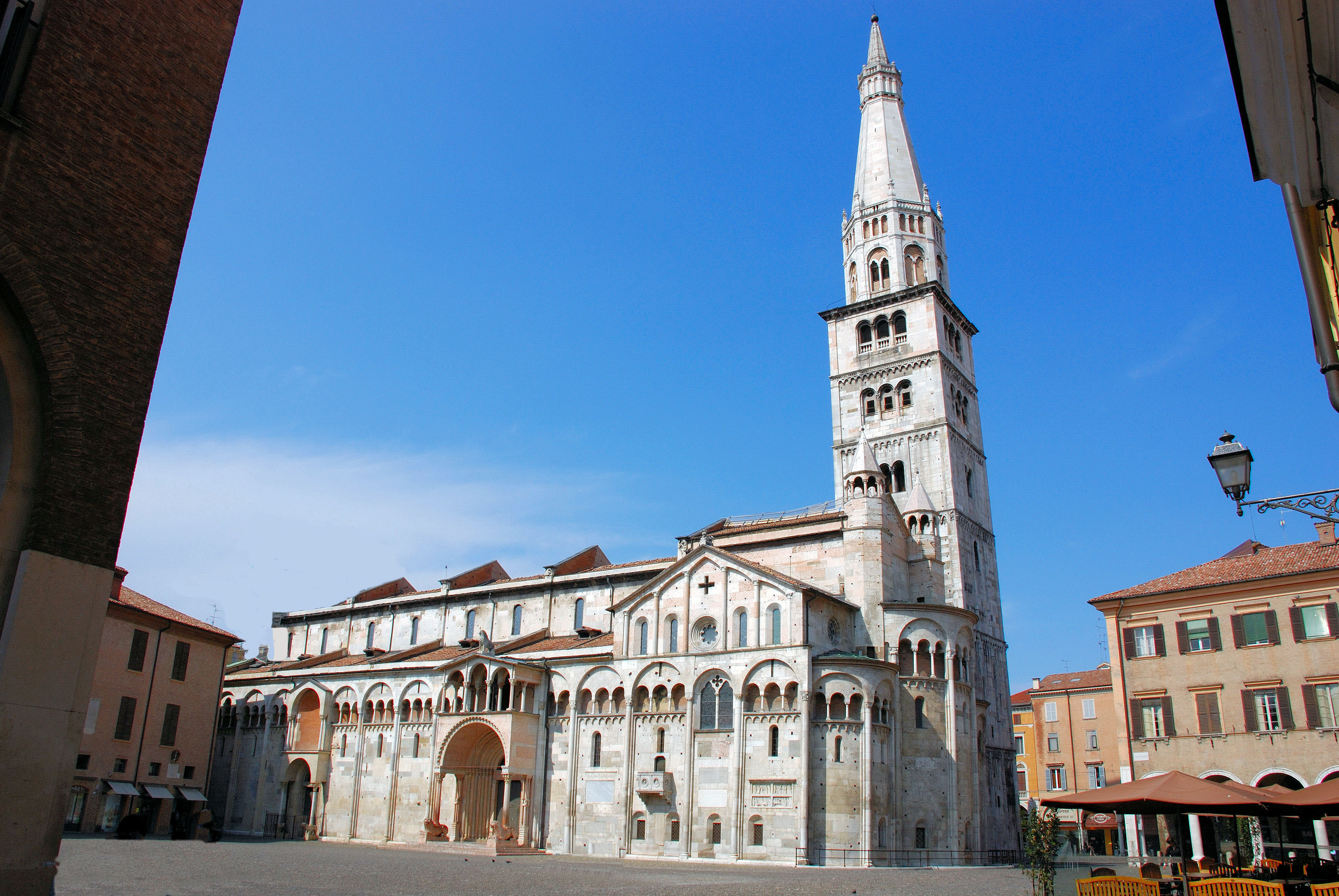
Ansicht des Domes zu Modena

Das Bild wurde um 1524  im Auftrag der Schützengilde San Sebastiano für deren  Altar im Dom zu Modena gemalt.  1659  wurde es von Alfonso IV. d’Este für die herzogliche Galerie im Castello Estense  erworben und kam von dort mit dem Ankauf von weiteren 99 Gemälden 1746 in die Königliche Gemäldegalerie nach Dresden.